# タスマニアバン
タスマニアバン(たすまにあ鷭、学名：Gallinula mortierii) は、ツル目クイナ科に分類される鳥類の一種である。

## 分布
オーストラリアタスマニア島固有種。

## 形態
体長約42-45cm。体の上面はオリーブ色がかった灰茶色で、頭頂部から頸、背中、腰、上尾筒にかけてはやや赤みを帯びている。脇の部分に白い斑がありよく目立つ。尾は黒色。体の下面は青みがかった灰色である。虹彩は赤色、嘴は緑がかった黄色、脚は灰色である。

## 生態
水辺のアシ類やシダ類が茂っている湿地や河川、水路などに生息する。翼は短く、飛翔力は退化している。主に早朝や夕暮れ時に活動し、日中は茂みに隠れていることが多い。
植物の芽や葉、昆虫類、カタツムリなどの軟体動物を食べる。
1夫1妻のこともあるが、多くの場合1妻多夫の形で繁殖する。1羽の雌と複数の雄、昨年生まれた幼鳥で小さな群れを形成し、縄張りを持っている。繁殖はこの群れの中で行われる。繁殖期は主に8-12月で、降雨量が多い時は年に2回繁殖する。湖沼や湿地の水辺の茂みの中に営巣し1腹4-9個の卵を産む。抱卵や育雛は雌雄共同で行う。バン同様、幼鳥が両親の育雛を助けるヘルパーとして活動する行動が確認されている。